# Herculis 2011
Meeting Herculis 2011 byl lehkoatletický mítink, který se konal 22. července 2011 v Monaku. Byl součástí série mítinků Diamantová liga.

## Výsledky
- Archiv výsledků zde [1]

### Muži
| Disciplína      | 1. místo                         | 2. místo                     | 3. místo                                    |
| 100 m           | Usain Bolt 9,88                  | Nesta Carter 9,90            | Michael Rodgers 9,96                        |
| 800 m           | David Lekuta Rudisha 1:42,61     | Asbel Kipruto Kiprop 1:43,15 | Nick Symmonds 1:43,83                       |
| 5000 m          | Mohamed Farah 12:53,11           | Bernard Lagat 12:53,60       | Isiah Kiplangat Koech 12:54,18              |
| 400 m překážek  | Angelo Taylor 47,97              | Bershawn Jackson 48,22       | David Greene 48,43                          |
| 3000 m překážek | Brimin Kipruto 7:53,64 Rekord DL | Ezekiel Kemboi 7:55,76       | Paul Kipsiele Koech 7:57,32                 |
| Skok o tyči     | Renaud Lavillenie 590 cm         | Malte Mohr 575 cm            | Konstadinos Filippidis Romain Mesnil 560 cm |
| Trojskok        | Phillips Idowu 17,36 m           | Alexis Copello 17,30 m       | Arnie David Giralt 17,29 m                  |
| Vrh koulí       | Reese Hoffa 21,25 m              | Christian Cantwell 21,23 m   | Dylan Armstrong 20,98 m                     |

### Ženy
| Disciplína     | 1. místo                       | 2. místo                       | 3. místo                           |
| 200 m          | Carmelita Jeterová 22,20       | Allyson Felixová 22,32         | Shalonda Solomon 22,63             |
| 400 m          | Amantle Montshoová 49,71       | Francena McCororyová 50,29     | Novlene Williamsová-Millsová 50,61 |
| 1500 m         | Meriem Jusuf Džamalová 4:00,59 | Btissam Lakhouad 4:01,09       | Morgan Ucenyová 4:01,51            |
| 100 m překážek | Sally McLellanová 12,51        | Kellie Wellsová 12,58          | Tiffany Porterová 12,60            |
| Skok do výšky  | Blanka Vlašičová 197 cm        | Doreen Amata 192 cm            | Melanie Skotniková 189 cm          |
| Skok daleký    | Brittney Reeseová 682 cm       | Darja Klišinová 679 cm         | Éloyse Lesueurová 674 cm           |
| Hod diskem     | Nadine Müllerová 65,90 m       | Yarelis Barriosová 65,44 m     | Stephanie Brown-Traftonová 62,07 m |
| Hod oštěpem    | Barbora Špotáková 69,45 m      | Christina Obergföllová 64,86 m | Madara Palameika 62,06 m           |